# 江景級掃雷艦
江景級掃雷艦 (Ganggyeong class Minehunter Coastal，Kang Keong  Class Minehunter Coastal)是大韓民國海軍現役掃雷艦，也称作SK5000型掃雷艦，同级舰6艘。该級艦由韓國江南造船株式會社（Kangnam Corporation）建造。

## 簡介
1980年代初期，韓國海軍开始在國際市場上尋找合適的扫雷艦设計，最後選擇引進義大利Rodriquez Cantieri Navali集團旗下Intermartine廠設計的莱里奇級扫雷艦(Lerici class Minehunter)。但是因為義大利禁止將軍火銷售往衝突地區，因此最終選擇韓國國內的江南造船株式會社建造，同樣的原因也使Intermatine廠否認其與韓國海軍有任何合作關係。江南造船株式會社引進設計後成燕級扫雷艦(Swallow class Minehunter)。韓國海軍首先訂購了一艘燕級扫雷艦，1986年年底移交韓國海軍進行測試，該艦即江景號(MHC-561)。在經過測試後，燕級扫雷艦的設計進行了若干改良。1988年，韓國海軍於訂購了兩艘改良後的艦艇，1990年又追加三艘，使该級艦的總數達到六艘，全部於1994年服役；韓國海軍原本還打算繼續追加12至18艘，不過後來沒有了下文。

## 设计与建造
為了避免扫雷時引爆磁感應水雷，江景級的艦體使用強化玻璃纖維(GRP)、特殊木材等無磁性材料製造，艦上的各種裝備也都盡量採用低磁性鋼材；而為了確保GRP材質的品質， 韓國還特別引進新的生產技術。

## 同型艦
| 艦名                  | 番號    | 船厂             | 服役時間   |  |
| --------------------- | ------- | ---------------- | ---------- |  |
| 江景 (ROK Ganggyeong) | MHC-561 | 江南造船株式會社 | 1986年12月 |  |
| 康津 (ROK Gangjin)    | MHC-562 | 江南造船株式會社 | 1991年5月  |  |
| 高霊 (ROK Goryeong)   | MHC-563 | 江南造船株式會社 | 1991年11月 |  |
| 金甫 (ROK Gimpo)      | MHC-565 | 江南造船株式會社 | 1993年4月  |  |
| 高敞 (ROK Gochang)    | MHC-566 | 江南造船株式會社 | 1993年10月 |  |
| 錦和 (ROK Geumhwa)    | MHC-567 | 江南造船株式會社 | 1994年4月  |  |